# Aeroportul Numbulwar
Aeroportul Numbulwar (IATA: NUB, ICAO: YNUM) este un aeroport din Teritoriul de Nord, Australia.
Situat la o altitudine de 14 m, aeroportul dispune de o singură pistă.